# Doo Aphane
Doo Aphane é uma advogada suázi e defensora dos direitos das mulheres. Ela trabalhou com muitas organizações de direitos humanos e de mulheres e, em 2012, conseguiu mudar a lei da Essuatíni para permitir que mulheres casadas tivessem propriedades em seu próprio nome.

## Carreira
Doo Aphane tem um mestrado em direito e trabalha como advogada, sendo especializada em direito de género. Ela fundou a Consultoria de Desenvolvimento de Mulheres para Mulheres e continua a ser diretora da firma; também fundou a clínica de assistência legal do Conselho de Igrejas da Suazilândia. Aphane realiza pesquisas jurídicas e é co-autora de vários trabalhos académicos. Foi a primeira coordenadora nacional de mulheres e lei da Suazilândia para o Fundo para os Direitos Humanos da África Austral e foi também a coordenadora regional de seis países da África Austral para a Iniciativa de Direitos Legais da Mulher. Aphane era vice-presidente do órgão central de coordenação do Fundo Global para as Mulheres e era membro do comité consultivo técnico da Comunidade de Desenvolvimento da África Austral sobre a SIDA de 2007 a 2012. Foi também membro do conselho da Rede de Mulheres Jovens da Suazilândia, do Centro de Informação e Apoio à SIDA e continua a ser membro do Fórum Feminista Africano.
Aphane advertiu o governo da Suazilândia que uma greve prolongada dos professores em 2012 estava afetando a educação das crianças e que o não comparecimento à escola as expunha ao risco de abuso sexual e abuso de drogas.  Também em 2012, ela ganhou um caso na Suprema Corte da Suazilândia, contestando a proibição de mulheres casadas possuírem propriedade em seu próprio nome ou em conjunto com seu marido; a lei foi posteriormente alterada a favor das mulheres.